# Louis Bamberger

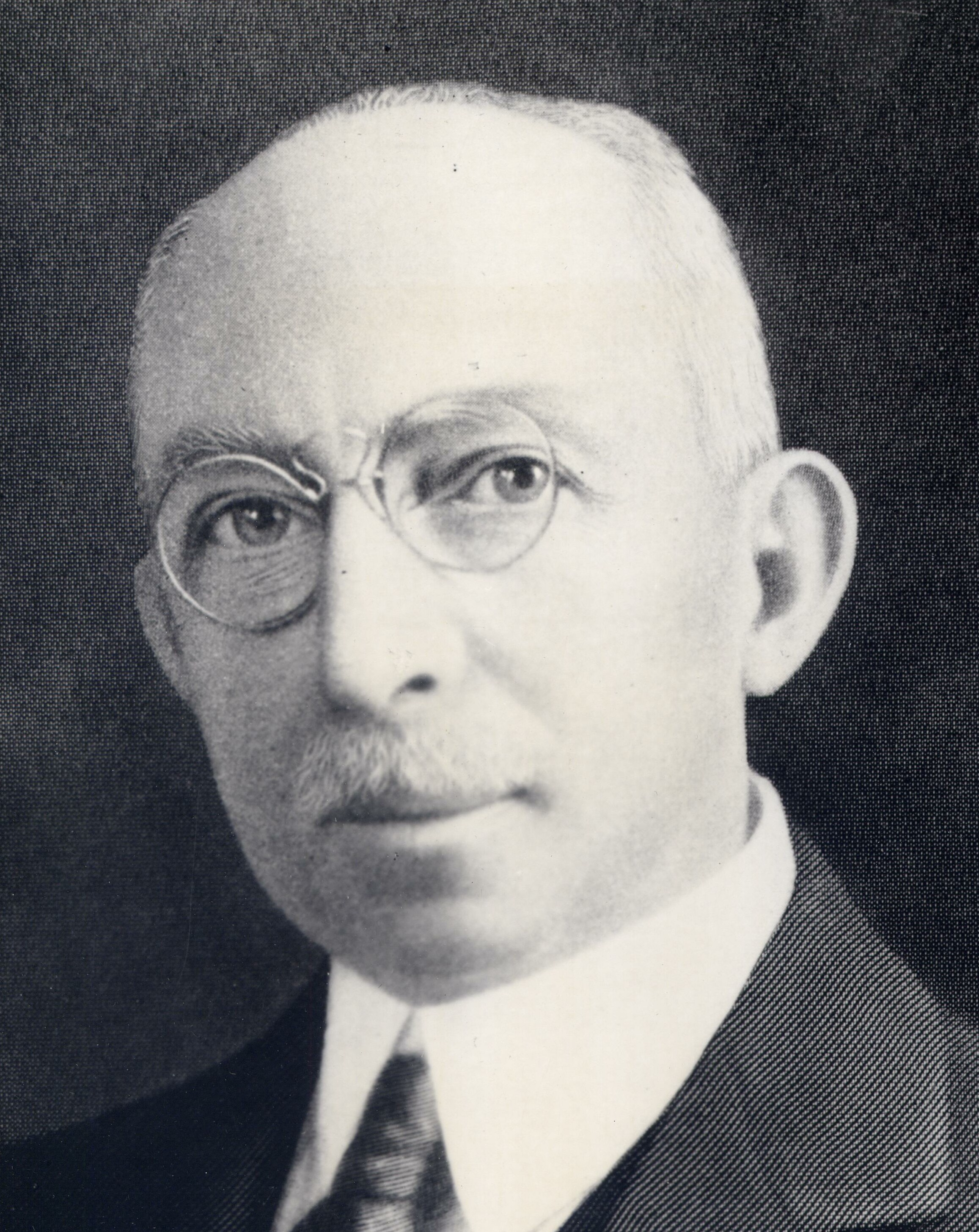
Louis Bamberger

Louis Bamberger (* 15. Mai 1855 in Baltimore; † 11. März 1944) war ein US-amerikanischer Geschäftsmann und Philanthrop. Er war Gründer und Finanzier des Institute for Advanced Study mit Abraham Flexner.
Bamberger hatte deutsch-jüdische Vorfahren. Seine Eltern waren Elkan Bamberger und Theresa Hutzler, Moses Hutzler war sein Großvater mütterlicherseits. Bamberger kam 1892 nach Newark (New Jersey), übernahm dort zunächst einen Kaufladen, der zuvor bankrottgegangen war, und machte daraus ein erfolgreiches Kaufhaus. Das 1912 neu gebaute Hauptgeschäft nahm einen ganzen Block ein. Auf dem Höhepunkt des Erfolgs beschäftigte er 2800 Angestellte. Als er sein Kaufhaus 1929 an Macy’s verkaufte, war es mit 28 Millionen Dollar Umsatz das viertgrößte in den USA. Macy behielt den Namen Bamberger in ihren Filialen in New Jersey bis 1986 bei. Aus dem Erlös des Verkaufs teilte Bamberger 1 Million Dollar an seine 240 Angestellten auf.
Er gründete auch 1922 in Newark die Radiostation WOR.
Er war ein Philanthrop, der für das lokale Newark Museum, jüdische Organisationen, Krankenhäuser wie das Beth Israel Hospital und andere gemeinnützige Zwecke spendete. Am folgenreichsten wurde eine Spende in Höhe von fünf Millionen Dollar, die er mit seiner verwitweten Schwester Caroline Bamberger Fuld für die Gründung des Institute for Advanced Study 1930 stiftete. In der Zeit der nationalsozialistischen Verfolgung verhalf er vielen Juden zur Flucht aus Deutschland.
Er war persönlich zurückhaltend und blieb als Spender gerne im Hintergrund. Er war nie verheiratet. Als er starb, standen die Flaggen in Newark drei Tage auf halbmast.